# Rodrigo Chávez (futbolista)
Rodrigo Alberto Chávez (Fortín Olavarría, Provincia de Buenos Aires, Argentina; 4 de mayo de 1990) es un futbolista argentino. Juega como lateral derecho y su primer equipo fue Newell's Old Boys. Actualmente milita en Sportivo Belgrano del Torneo Federal A.

## Clubes
| Club                       | País      | Año       |
| -------------------------- | --------- | --------- |
| Newell's Old Boys          | Argentina | 2009-2011 |
| Tiro Federal de Rosario    | Argentina | 2011-2012 |
| Talleres de Córdoba        | Argentina | 2012-2014 |
| Chaco For Ever             | Argentina | 2015      |
| Sportivo Belgrano          | Argentina | 2016-2019 |
| Club Atlético Douglas Haig | Argentina | 2019-2020 |